# Jean-Claude Olry
Jean-Claude Patrice Jacques Bernard Olry (* 28. Dezember 1949 in Boves) ist ein ehemaliger französischer Kanute.

## Erfolge
Jean-Claude Olry gewann bei den Olympischen Spielen 1972 in München die Bronzemedaille im Kanuslalom mit dem Zweier-Canadier. Bei dem Wettkampf, den er mit seinem Bruder Jean-Louis Olry bestritt, wurden zwei Läufe durchgeführt, wobei der schnellste für die Gesamtwertung herangezogen wurde. Nach 362,04 Punkten im ersten Lauf verbesserten sie sich danach im zweiten Lauf auf 315,10 Punkte, womit sie hinter Walter Hofmann und Rolf-Dieter Amend aus der DDR sowie Hans-Otto Schumacher und Wilhelm Baues aus der Bundesrepublik Deutschland den dritten Platz belegten.
Bereits 1969 wurden die Olry-Brüder in Bourg-Saint-Maurice im Zweier-Canadier Weltmeister und sicherten sich im Mannschaftswettbewerb außerdem Bronze.